# Mount Tibrogargan
Mount Tibrogargan är ett av många berg i nationalparken Glass House Mountains i sydöstra Queensland i Australien. Det består av en kropp av hård ryolit som pressats upp av en vulkan för 27 miljoner år sedan.
Tibrogargan är ett av de lättast igenkända bergen i sydöstra Queensland, det har viss likhet med en gorilla eller en sittande gammal man. Under 2004 hade dock de delar av berget som liknade varelsens ögon urholkats och rasat ner. Namnet Tibrogargan lär komma från språket Undanbi, vars ord chibur betyder flygande ekorre och kaiyathin bita.[källa behövs]
Enligt mytologin i regionen skulle Tibrogargan vara far till alla andra Glass House-bergen, utom till Beerwah som var hans hustru.
Tibrogargan är det näst brantaste av Glass House-bergen efter Mount Coonowrin och är det tredje högsta i gruppen med sina 364 meter (dock nästan 200 meter lägre än Beerwah som är det högsta). Då de två högre varit avstängda för allmänheten sedan 2009 respektive 1999 är Tibrogargan en populär destination för bushwalkers, bergsklättrare och turister. Den senare gruppen faller regelbundet offer för sin oerfarenhet och dåliga planering och blir då föremål för räddningsaktioner av statens räddningstjänst och -helikoptrar.